# 173P/Mueller
173P/Mueller (też Mueller 5) – kometa krótkookresowa, należąca do rodziny Jowisza. 

## Odkrycie
Kometa została odkryta 20 listopada 1993 roku. Jej odkrywczynią była Jean Mueller z Obserwatorium Palomar.

## Orbita komety i właściwości fizyczne
Orbita komety 173P/Mueller ma kształt elipsy o mimośrodzie 0,26. Jej peryhelium znajduje się w odległości 4,21 j.a., aphelium zaś 7,2 j.a. od Słońca. Jej okres obiegu wokół Słońca wynosi 13,64 roku, nachylenie do ekliptyki to wartość 16,49˚.
Jądro tej komety ma rozmiary maks. kilku km.